# جوليس لومتر
جوليس لومتر (بالفرنسية: Jules Lemaître) (و. 1853 – 1914 م) هو كاتب، وناقد أدبي فرنسي، وكان عضوًا في أكاديمية اللغة الفرنسية (منذ 20 يونيو 1895)، توفي عن عمر يناهز 61 عاماً.

## مناصب
تولى منصب رئيس، Ligue de la patrie française ‏ (1899–1904).

## التعليم
تعلم في مدرسة الأساتذة العليا.

## جوائز
حصل على جوائز منها:
- Vitet Prize  [لغات أخرى]‏ (1887)
- جائزة المنافسة العامة [الإنجليزية]‏.

## روابط خارجية
- جوليس لومتر على موقع الموسوعة البريطانية (الإنجليزية)
- جوليس لومتر على موقع ميوزك برينز (الإنجليزية)
- جوليس لومتر على موقع ديسكوغز (الإنجليزية)